# Ley trans (España)
La Ley para la igualdad real y efectiva de las personas trans y para la garantía de los derechos LGTBI, más conocida como Ley trans, es una ley española aprobada el 16 de febrero de 2023. La ley permitió la autodeterminación del género a partir de los 16 años, y prohibió las terapias de conversión en todo el territorio nacional. La ley especifica, además, en su artículo 46, la imposibilidad de eludir el régimen jurídico previo al cambio de sexo registral (por ejemplo, no es posible evadir una condena por violencia de género mediante un cambio de sexo legal en el registro).
Fue aprobada en el Congreso de los Diputados con 191 votos a favor, 60 en contra y 91 abstenciones, tras un prolongado debate de más de medio año en el que grupos conservadores, sectores del feminismo transexcluyente y parte de la cúpula del PSOE —opuestos al principio de autodeterminación— se enfrentaron a fuerzas progresistas y pro-LGBTI. Impulsada por el Ministerio de Igualdad del segundo Gobierno de Pedro Sánchez a través de su representante, Irene Montero, la ley generó un conflicto interno entre las fuerzas del gobierno de coalición PSOE-Unidas Podemos, que culminó con la salida del gobierno de su principal opositora, la vicepresidenta socialista Carmen Calvo, así como la dimisión de una de las representantes trans más antiguas en el PSOE, Carla Antonelli.
El rey Felipe VI sancionó y promulgó la ley el 28 de febrero de 2023, siendo publicada en el Boletín Oficial del Estado el 1 de marzo de 2023, y su entrada en vigor se hizo efectiva a partir del día siguiente.

## Antecedentes
A nivel estatal, la «Ley 3/2007, de 15 de marzo, reguladora de la rectificación registral de la mención relativa al sexo de las personas», conocida simplemente como «Ley de identidad de género», autorizaba el cambio de sexo de las personas trans, pero no contemplaba esta posibilidad para menores o personas migrantes, y requería un diagnóstico de disforia de género y dos años de tratamiento hormonal. En un informe del 12 de diciembre de 2012, el Parlamento Europeo invitaba a los países de la Unión Europea a modificar sus leyes con el objetivo de evitar la discriminación de las personas trans. Siguiendo esta línea, Dinamarca se constituyó en 2014 como el primer país en aprobar legislación en este sentido. En España, aunque sin rango de ley, la «Instrucción de 23 de octubre de 2018, de la Dirección General de los Registros y del Notariado, sobre cambio de nombre en el Registro Civil de personas transexuales» recomienda a los registros civiles a facilitar el cambio de nombre para los menores trans.

Países de Europa que permiten la autodeterminación de género.

Por su parte, desde 2009, quince comunidades autónomas de España han aprobado leyes que regulan y protegen los derechos de las personas LGTBI+, aunque solo ocho reconocen la autodeterminación del género en su legislación regional. En 2014, la Ley 2/2014 de Andalucía reconoce y garantiza en su artículo 1 «el derecho a la autodeterminación de género de las personas que manifiesten una identidad de género distinta a la asignada al nacer». Las siguientes comunidades que aprobaron leyes que reconocían este derecho fueron Extremadura en 2015, la Comunidad de Madrid, Islas Baleares y Región de Murcia, todas en 2016, el parlamento navarro en 2017 y Aragón en 2018. En 2017 la Comunidad Valenciana aprobó una ley trans comunitaria donde se protegía específicamente al colectivo trans y, al año siguiente, en 2018, las Cortes Valencianas aprobaron una ley que establecía el derecho a «una autodefinición con respecto a su sexualidad, incluyendo cuerpo, sexo, género, orientación sexual, identidad de género y expresión de género».

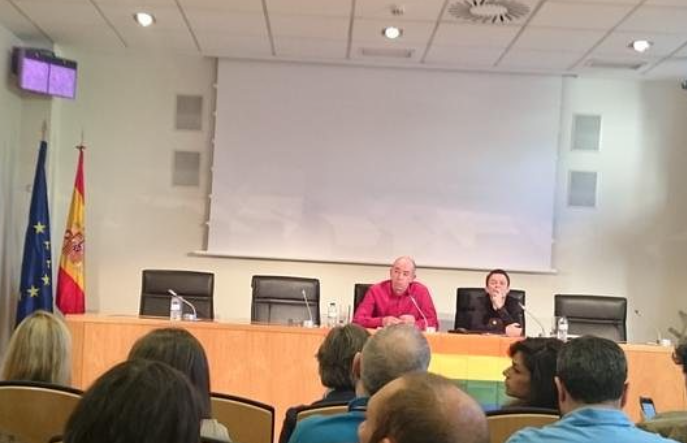
Jesús Generelo y Charo Alises presentan, en nombre la FELGTBI, su Comisión Ejecutiva y su equipo jurídico, su proposición de Ley ante el Defensor del Pueblo.

Esto dio lugar a varias entidades, organizaciones y grupos a trabajar en diferentes propuestas para una nueva ley estatal. En 2014, la Comisión Ejecutiva de la FELGTBI+ y su equipo jurídico comenzó a trabajar en una proposición de ley contra la discriminación hacia las personas LGTBI+ que presentó al Defensor del Pueblo (España) el 29 de septiembre de 2016 y fue registrada en el Congreso de los Diputados por parte del Grupo Confederal Unidos Podemos-En Comú Podem-En Marea en 2017, aunque se quedaría posteriormente en el trámite de enmiendas al convocarse elecciones generales.  Asimismo, el 23 de febrero de 2018, el mencionado Grupo Confederal, junto con la Federación Plataforma Trans, nacida en 2014 tras la ley andaluza, registró otra proposición de ley en esta ocasión concreta para personas trans.  Por último, en 2021, los grupos parlamentarios Republicano y Plural registraron otra proposición de ley trans cuya admisión a trámite no prosperó después de que el PSOE se abstuviera en la votación de mayo.

## Contexto y tramitación

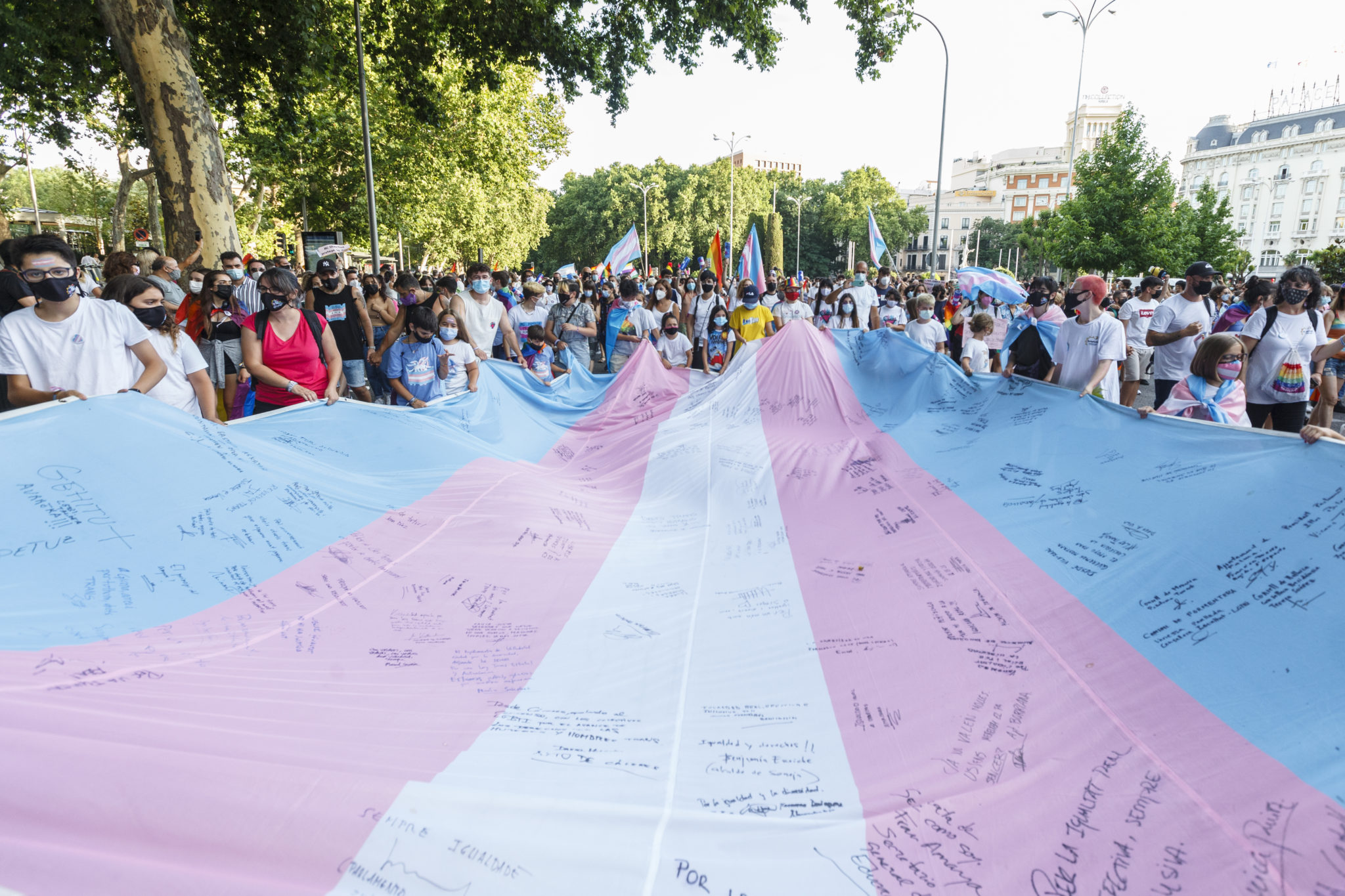
Activistas y personas participantes en la Manifestación del Orgullo Estatal de 2021 sujetan una gran bandera trans con las firmas de todas aquellas instituciones y entidades que se han sumado a la campaña en apoyo de la nueva ley.

En 2020, al comienzo de la XIV legislatura española, conformada por los socios de gobierno de Unidas Podemos y el Partido Socialista Obrero Español, el Ministerio de Igualdad, dirigido por Irene Montero, manifestó su voluntad de crear una ley que permitiese la «libre autodeterminación de género», que se había establecido como condición para la formación del pacto de coalición de gobierno en 2019. Esto generó una reacción negativa por parte de un sector del PSOE, que culminó con la publicación el 9 de junio de 2020 de un comunicado de prensa firmado por la exvicepresidenta Carmen Calvo, el ex Secretario de Organización José Luis Ábalos y otros cargos del partido, en el que se afirmaba que «El denominado 'derecho a la libre determinación de la identidad sexual' o 'derecho a la autodeterminación sexual' carece de racionalidad jurídica». Algunas figuras del propio partido, sin embargo, expresaron públicamente su desaprobación ante el comunicado: Carla Antonelli, entonces diputada del PSOE en la Asamblea de Madrid, afirmaría que no se sentía representada por un documento «envuelto en seda no emanado de ningún congreso». El conflicto, tanto a nivel interno en el PSOE como entre los dos partidos del gobierno, retrasó la tramitación del texto.

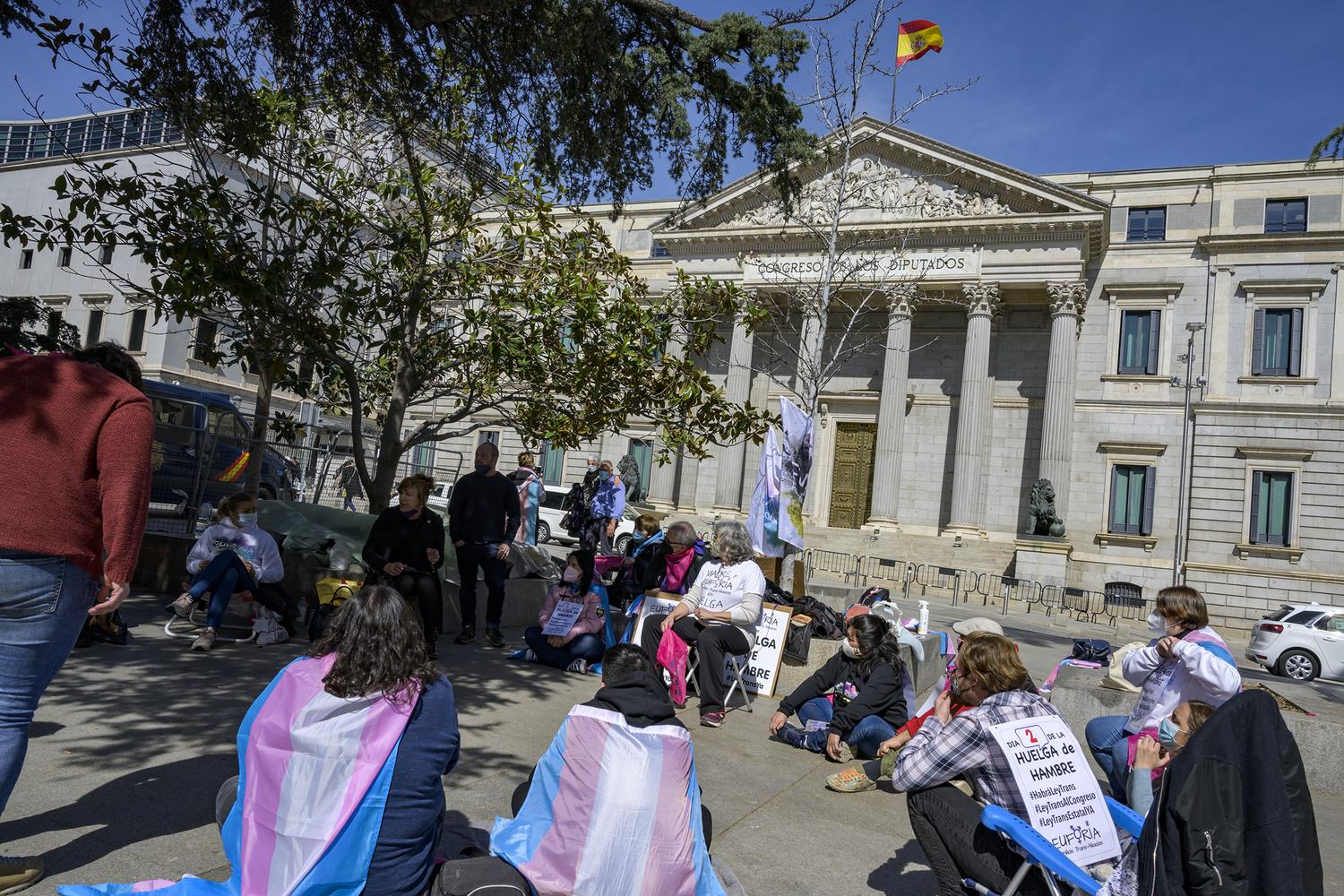
Setenta activistas trans y madres de menores trans. liderados por Mar Cambrollé, durante la huelga de hambre frentelas al Congreso de los Diputados en demanda del desbloqueo de la Ley Trans.

Desde ese momento, se llevaron a cabo varias campañas y estrategias para dar a conocer la propuesta, sensibilizar sobre las necesidades de las personas LGTBI+ y solicitar el desbloqueo del proyecto de ley por parte del PSOE, así como diferentes reuniones con Carmen Calvo con la intención de acercar posturas.  Desde octubre de 2020 a junio de 2022, la Federación Estatal de Lesbianas, Gais, Trans, Bisexuales, Intersexuales y más (FELGTBI+), Chrysallis. Asociación de familias de infancia y juventud trans, Fundación Triángulo y sus entidades miembro impulsaron la campaña de visibilización #ExigimosLaIgualdadTrans, que recorrió España para movilizar a la ciudadanía. En la misma línea, las entidades llevaron a cabo también campañas online como #SíalosDerechos: 10 cosas que mejorarán con la aprobación de la Ley.  Por otro lado, el 10 de marzo de 2021, un grupo de 70 activistas y familias de personas trans, encabezado por Mar Cambrollé, presidenta de la Federación Plataforma Trans, inició una huelga de hambre indefinida frente al Congreso de los Diputados para reclamar el desbloqueo a la tramitación del proyecto de ley trans que el PSOE estaba manteniendo. Esta sería desconvocada dos días más tarde ante el compromiso de los Grupos Parlamentarios de Esquerra Republicana de Catalunya (ERC), Más País, Candidatura d'Unitat Popular (CUP) y Compromís de registrar una proposición de ley trans más amplia para sortear el bloqueo gubernamental si el Gobierno no llegaba a un acuerdo en el consejo de Ministros del 23 de marzo para que se tramitase como anteproyecto de ley. En consecuencia, el 17 de marzo, los mencionados grupos junto con nuevos adherentes, tales como Junts per Catalunya, Partido Nacionalista Vasco, Nueva Canarias y Coalición Canaria, registraron la Proposición de Ley para la igualdad real y efectiva de las personas trans. Unidas Podemos apoyó la acción, pero no se unió a la firma de esta nueva vía legislativa, ya que consideró que la vía ministerial era más efectiva. El 18 de mayo se votó la admisión a trámite de dicha ley, siendo rechazada y decayendo su tramitación por los votos en contra de los partidos de derecha Vox y Partido Popular, y la abstención del PSOE. No obstante, finalmente las presiones y acuerdos por parte del activismo lograron consolidar el compromiso de Pedro Sánchez, que devolvió la ley al camino de tramitación inicialmente elegido y apartó a Carmen Calvo.
Tras meses de negociaciones, el 29 de junio de 2021, el Ministerio de la Igualdad presentó en el Consejo de Ministros el anteproyecto de Ley para la igualdad real y efectiva de las personas trans y para la garantía de los derechos de las personas LGTBI.  El documento incluía la libre autodeterminación del género para mayores de 16 años, y preveía la eliminación de la necesidad de presentar informes médicos o años de terapia hormonal sustitutoria, trámites hasta el momento necesarios para optar a la modificación en el Documento Nacional de Identidad según la legislación vigente en aquel momento.  El anteproyecto, además, recogía en un solo documento dos leyes que se habían marcado como proyecto para el Ministerio, una trans y otra LGBT, por lo que quedó fuera una de las demandas históricas del colectivo trans, como era una ley específica para las personas trans.

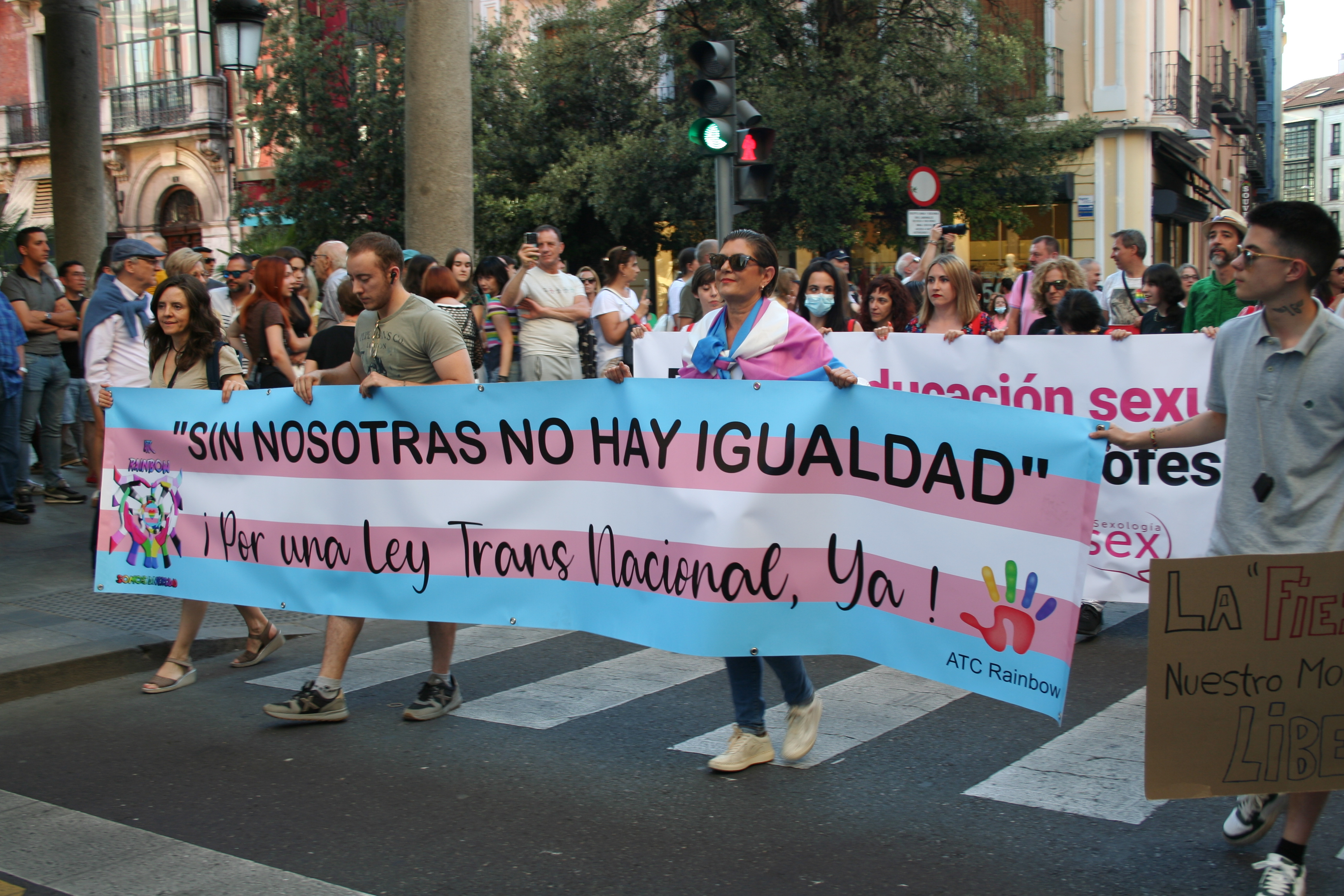
Pancarta pidiendo una ley trans nacional durante la marcha del orgullo LGBT en Valladolid en 2022.

El 27 de junio de 2022, el documento volvió a ser tramitado por el Consejo de Ministros, donde fue aprobado, pasando a ser proyecto de ley. La nueva revisión no incluía modificaciones al apartado de autodeterminación de género del anteproyecto original: el texto permitiría el cambio de sexo legal a partir de los 12 años mediante autorización judicial, entre los 14 y 16 con consentimiento de los representantes legales, y a partir de los 16 de forma libre.
El 8 de septiembre de 2022, se anunció que la Mesa del Congreso tramitaría el proyecto por vía urgente, a petición del Gobierno, reduciendo a la mitad los plazos marcados por el reglamento del Congreso.
El 21 de septiembre de 2022, los partidos políticos Vox y Partido Popular presentaron enmiendas a la totalidad sobre la Ley trans y la reforma del derecho al aborto. En ellas, el PP calificaba al documento como «ideologizado, incorrecto desde el punto de vista técnico-jurídico y de cuestionable constitucionalidad», rechazando aspectos del mismo como la autodeterminación de género. El Ministerio de Igualdad había fijado como fecha objetivo para resolver todas las enmiendas el 19 de octubre de 2022. Sin embargo, el martes 18 de octubre, en la votación en el Congreso, el PSOE votó junto a PP y Vox ampliar el plazo de enmiendas. A consecuencia de esta acción, la diputada madrileña y transactivista Carla Antonelli se dio de baja como afiliada en el partido ese mismo día. El 25 de ese mismo mes, el PSOE volvía a pedir una ampliación del plazo de enmiendas, que justificó por razones de «seguridad jurídica», y anunció que no tendría la intención de cuestionar aspectos centrales de la misma como la autodeterminación de género. Tres días más tarde, el partido presentaba una enmienda que proponía una modificación de la ley por la cual los menores entre 14 y 16 años deberían obtener la autorización de un juez para proceder a la modificación del sexo legal, un aspecto que ya se hallaba concebido en el texto para menores entre 12 y 14 años, limitando así la libre autodeterminación de género a mayores de 16 años. Además, proponía la necesidad de presentar una autorización judicial para el proceso de reversibilidad del cambio legal. Otra de las enmiendas —presentada en conjunto por los partidos Unidas Podemos, ERC, EH Bildu, PNV, Más País, Coalición Canaria, PdCat, BNG, Junts y Compromis— incluía el reconocimiento legal de las personas no binarias a través de la omisión de la mención del sexo en sus documentos legales, así como la obligación de respetar el género con el que se identifica el menor en centros educativos. Más País y Equo, por su parte, presentaron una enmienda que implicaba la tipificación de la realización de terapias de conversión como delito en el Código Penal.

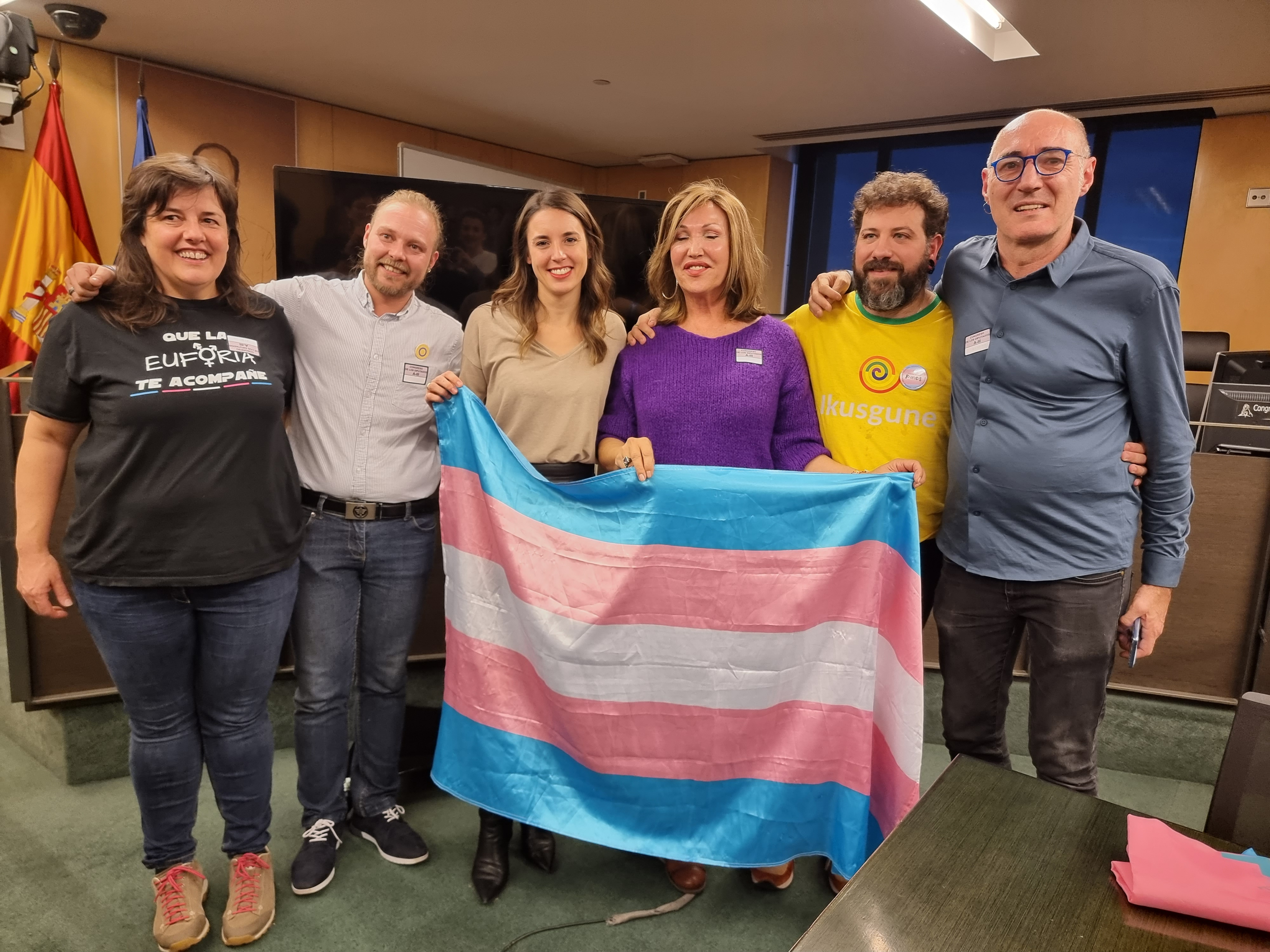
La entonces ministra de Igualdad Irene Montero junto a activistas por los derechos trans tras la aprobación del proyecto de ley en el Congreso.

El 28 de noviembre, sin embargo, la ministra de igualdad afirmó en unas declaraciones para RTVE que el PSOE «no [quería] un acuerdo para la Ley Trans» y que había llevado la norma a «una tramitación muy difícil». El PSOE justificó esta posición afirmando que buscaba «seguridad jurídica». Y, aunque ambas organizaciones confiaban en que la norma estaría aprobada para final de año, el 30 de noviembre anunciaron un hiato de dos semanas en las negociaciones sin una variación en la posición de cada partido. A consecuencia de esto, las organizaciones LGTBI+ ya nombradas anteriormente junto con No binaries España, KifKif migrantes y refugiados LGTBI y No es Terapia convocaron manifestaciones para el 10 de diciembre en apoyo a la ley y contra lo que calificaron como «bloqueo» del PSOE. Dos días más tarde, el 12 de diciembre, la enmienda del PSOE fue rechazada en la comisión de Igualdad con 13 votos a favor y 23 en contra, por lo que el texto mantendría la autodeterminación de género sin necesidad del beneplácito de un juez a partir de los 14 años. Tras este suceso, representantes del PSOE afirmaron que desde el partido no se intentaría volver a modificar ese aspecto de la ley en el futuro. Las enmiendas que permitirían el registro legal de las personas no binarias y la tipificación de la realización de terapias de conversión como delito en el código penal también fueron rechazadas por el voto en contra de PSOE, PP y Vox.

#### Aprobación del proyecto de ley
Tras el debate del 21 de diciembre de 2022, el proyecto de ley recibió su primera aprobación al día siguiente en el Congreso de los Diputados con 188 votos a favor, 150 en contra y siete abstenciones, entre las cuales se encontraba el voto de Carmen Calvo como único miembro del PSOE en tomar esta posición. Después de la votación, representantes del colectivo LGTBI+, que se hallaban en la tribuna de invitados del hemiciclo en el momento de la votación, mostraron su aprobación aplaudiendo.
| Grupo Parlamentario | Grupo Parlamentario                                         | A favor | En contra | Abstención | No votan | Total |
| ------------------- | ----------------------------------------------------------- | ------- | --------- | ---------- | -------- | ----- |
|                     | Socialista                                                  | 118     |           | 1          | 1        | 120   |
|                     | Popular                                                     |         | 86        | 1          | 1        | 88    |
|                     | Vox                                                         |         | 52        |            |          | 52    |
|                     | Confederal de Unidas Podemos-En Comú Podem-Galicia en Común | 32      |           |            | 1        | 33    |
|                     | Republicano                                                 | 13      |           |            |          | 13    |
|                     | Plural                                                      | 8       |           | 3          | 1        | 12    |
|                     | Ciudadanos                                                  |         | 8         | 1          |          | 9     |
|                     | Vasco (EAJ-PNV)                                             | 6       |           |            |          | 6     |
|                     | Euskal Herria Bildu                                         | 5       |           |            |          | 5     |
|                     | Mixto                                                       | 6       | 4         | 1          |          | 11    |
| Total               | Total                                                       | 188     | 150       | 7          | 4        | 349   |
| Ref.                |                                                             |         |           |            |          |       |

#### Aprobación en el Senado
Tras su primera aprobación en el Congreso de los Diputados, la ley pasó a ser debatida en la Cámara Alta a partir del 20 de enero de 2023. Aquí, el PSOE se reafirmó en su intención de no presentar enmiendas a la ley durante este paso de su tramitación.
El Partido Popular, por su parte, presentó un total de 86 enmiendas, proponiendo la supresión de la autodeterminación de género o la posibilidad de cambio registral de nombre, así como la modificación de la definición de las «terapias de conversión» —prohibidas según el texto de la ley— de modo que se excluyese «el asesoramiento médico o psicológico que realicen los menores o sus representantes legales para recibir el apoyo profesional sobre la posible disforia de género».
ERC, por otro lado, presentó un total de 102, buscando ampliar protecciones para personas asexuales y no binarias. Entre sus enmiendas, también se incluía la de introducir la obligación de realizar lo que el partido describió como «planes de Igualdad LGTBIA+» en empresas superiores a 50 trabajadores.

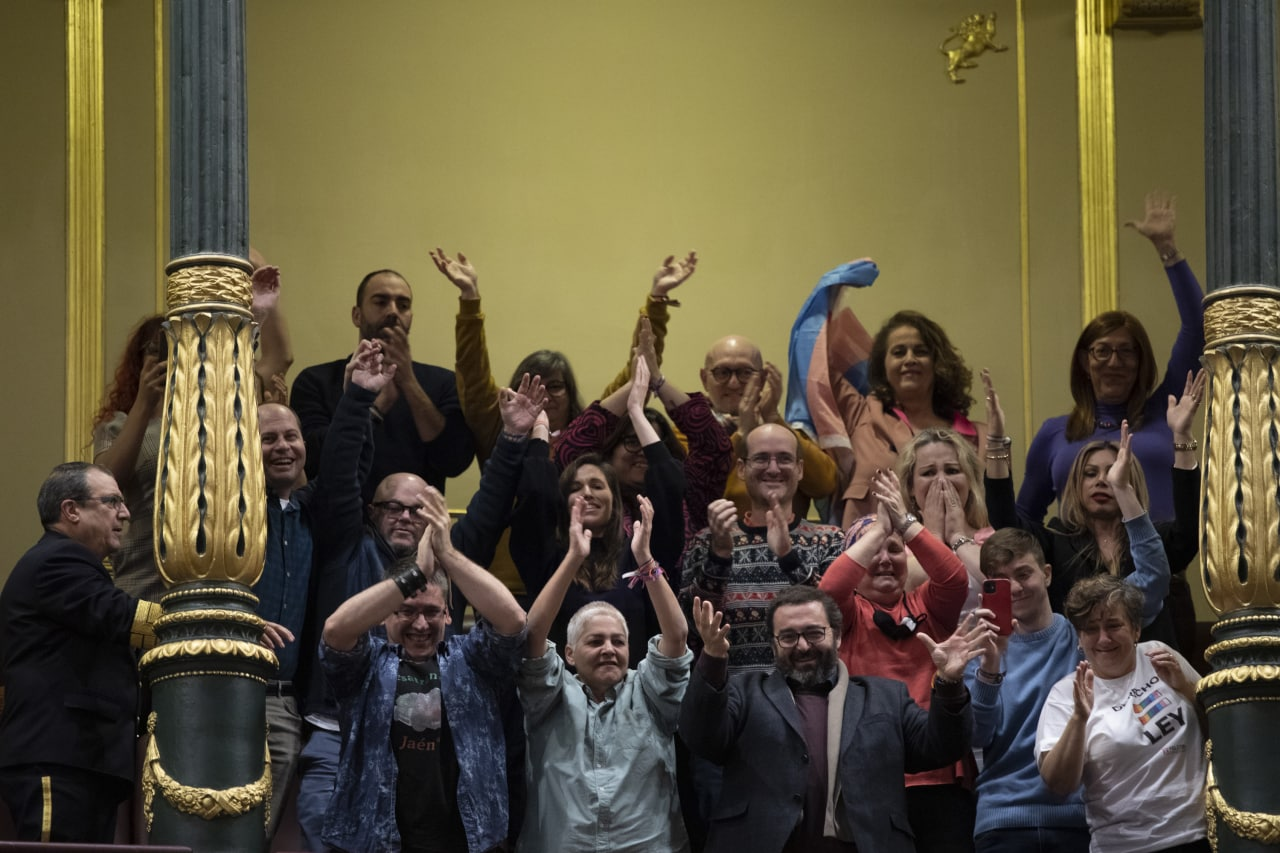
Desde la tribuna del Congreso, activistas por los derechos de las personas LGTBIQA+, incluyendo a Carla Antonelli y Uge Sangil, así como otros miembros de la FELGTBI+, aplauden con euforia la aprobación de la ley.

Otras formaciones políticas como PNV, Ciudadanos y Geroa Bai también presentaron enmiendas a la ley. El plazo de presentación de enmiendas acabó el 26 de enero de 2023.
La ley se aprobó en esta cámara el 9 de febrero de 2023 con 144 votos a favor, 108 en contra, y dos abstenciones.

#### Aprobación final en el Congreso
La ley pasó su última fase tras la votación en el Congreso el 16 de febrero de 2023, fecha en la que se votaron las enmiendas presentadas por el Senado, por separado en dos bloques, con 128 votos a favor, 108 en contra y 105 abstenciones para la enmienda a la disposición final decimosexta, apartado ocho, y 191 votos a favor, 60 en contra y 91 abstenciones para el resto de enmiendas.
| Grupo Parlamentario | Grupo Parlamentario                                         | A favor | En contra | Abstención | No votan | Total |
| ------------------- | ----------------------------------------------------------- | ------- | --------- | ---------- | -------- | ----- |
|                     | Socialista                                                  | 116     |           | 1          | 2        | 119   |
|                     | Popular                                                     |         |           | 88         |          | 88    |
|                     | Vox                                                         |         | 52        |            |          | 52    |
|                     | Confederal de Unidas Podemos-En Comú Podem-Galicia en Común |         | 32        |            | 1        | 33    |
|                     | Republicano                                                 |         | 12        |            | 1        | 13    |
|                     | Plural                                                      | 10      | 1         |            | 1        | 12    |
|                     | Ciudadanos                                                  |         |           | 9          |          | 9     |
|                     | Vasco (EAJ-PNV)                                             |         |           | 6          |          | 6     |
|                     | Euskal Herria Bildu                                         |         | 5         |            |          | 5     |
|                     | Mixto                                                       | 2       | 6         | 1          | 2        | 11    |
| Total               | Total                                                       | 128     | 108       | 105        | 7        | 348   |
| Ref.                |                                                             |         |           |            |          |       |

| Grupo Parlamentario | Grupo Parlamentario                                         | A favor | En contra | Abstención | No votan | Total |
| ------------------- | ----------------------------------------------------------- | ------- | --------- | ---------- | -------- | ----- |
|                     | Socialista                                                  | 116     |           | 1          | 2        | 119   |
|                     | Popular                                                     |         |           | 88         |          | 88    |
|                     | Vox                                                         |         | 52        |            |          | 52    |
|                     | Confederal de Unidas Podemos-En Comú Podem-Galicia en Común | 32      |           |            | 1        | 33    |
|                     | Republicano                                                 | 12      |           |            | 1        | 13    |
|                     | Plural                                                      | 11      |           |            | 1        | 12    |
|                     | Ciudadanos                                                  | 9       |           |            |          | 9     |
|                     | Vasco (EAJ-PNV)                                             | 6       |           |            |          | 6     |
|                     | Euskal Herria Bildu                                         |         | 5         |            |          | 5     |
|                     | Mixto                                                       | 5       | 3         | 2          | 1        | 11    |
| Total               | Total                                                       | 191     | 60        | 91         | 6        | 348   |
| Ref.                |                                                             |         |           |            |          |       |

Durante su intervención en el debate, la ministra de Igualdad se dirigió a miembros de las asociaciones a favor de los derechos de las personas trans, pidiéndoles «perdón» por «no haber evitado» que, durante la tramitación del texto, se suscitasen «discursos de odio».
La ley fue publicada en el Boletín Oficial del Estado el 1 de marzo de 2023 y al día siguiente, 2 de marzo, se produjo de forma efectiva su entrada en vigor.

## Contenido
La Ley trans modifica múltiples aspectos de la legislación española que afectan a diversos procesos legales que conciernen a las personas LGBT en el territorio español.
El texto habilitó la autodeterminación del género en el país, lo cual permitió la modificación del sexo legal en el registro civil sin necesidad de presentar un informe médico o someterse a tratamiento previo, desvinculando el proceso del ámbito de la patología y la enfermedad. Este principio, aplicado a través de una solicitud personal de «manifestación de disconformidad con el sexo inscrito», es de aplicación por tramos: las personas de 16 años pueden realizar el proceso sin condiciones, entre 14 y 16 años se solicita el permiso de sus progenitores, y es necesario un aval judicial para aquellas que tienen entre 12 y 14 años de edad. Para menores de 12 años, la ley admite «que hay niños más pequeños que sienten con claridad una identidad sexual propia diferente de la asignada en el momento del nacimiento y la demora en la adopción de medidas en esos casos puede tener un efecto perjudicial en su desarrollo personal», propiciando ambigüedad jurídica. La voluntad de cambio conlleva el requisito de realizar una confirmación posterior en un plazo de hasta cuatro meses tras su primera expresión de voluntad, y se lleva a cabo a través de un formulario en el que se describe la «disconformidad con el sexo mencionado en su inscripción de nacimiento», junto con el cual la persona recibirá información sobre las consecuencias jurídicas de tal cambio por parte de un funcionario del estado. Este tendrá como labor el comprobar la documentación y dictar una resolución en el plazo máximo de un mes a contar desde la fecha de la segunda declaración. Para los casos entre 14 y 16 años en los que exista desacuerdo entre los representantes legales, la ley provee el nombramiento de un defensor judicial. La ley también proporciona la posibilidad de cambiar de nombre al realizar la modificación del sexo legal. El texto también permite a las personas trans migrantes con residencia legal en España realizar la solicitud si existe la imposibilidad de hacerlo en su país de origen.
El 3 de junio de 2023 se publicó en el BOE una instrucción que especificaba los pasos a seguir por los registros civiles ante una solicitud de cambio del sexo legal. Esta describía que la misma puede realizarse en «cualquier oficina del registro civil», y que ha de ser tramitada por la persona encargada del registro. Además, describe la documentación a presentar: certificado de nacimiento y DNI, la obligación de que el solicitante sea acompañado en los trámites por los representantes legales en casos de menores de 16 años, así como la inclusión de una resolución judicial que autorice el proceso en menores de 14. La instrucción también especifica que el funcionario debe informar a la persona de las consecuencias jurídicas del procedimiento, y que la solicitud debe ratificarse en dos ocasiones con tres meses de separación.
La ley hace mención explícita en el artículo 46 a la imposibilidad de eludir el régimen jurídico aplicable al sujeto previo a la modificación registral del sexo, describiendo que aquellos delitos realizados previamente a esta modificación tendrán carácter legal y aplicación posterior:

La rectificación de la mención registral relativa al sexo y, en su caso, el cambio de nombre, no alterarán el régimen jurídico que, con anterioridad a la inscripción del cambio registral, fuera aplicable a la
persona a los efectos de la Ley Orgánica 1/2004, de 28 de diciembre, de medidas de Protección Integral contra la Violencia de Género.
Ley para la igualdad real y efectiva de las personas trans y para la garantía de los derechos de las personas LGTBI, artículo 46

La ley también prohíbe las terapias de conversión, por ser consideradas carentes de cualquier base científica. El texto las define como «métodos, programas y terapias de aversión, conversión o contracondicionamiento, en cualquier forma, destinados a modificar la orientación o identidad sexual o la expresión de género de las personas, incluso si cuentan con el consentimiento de la persona interesada o de su representante legal». Las multas previstas para quien realice este tipo de terapias transgrediendo la ley se encuentran entre los 10 000 y los 150 000 euros.
También se prohíbe en el texto la realización de las cirugías descritas como «de normalización intersexual» a menores de 12 años, excepto en aquellos casos que «exijan lo contrario en aras de proteger su salud». Asimismo, permite que la mención al «sexo» de su documentación oficial permanezca en blanco, y, en recién nacidos que la presenten, se permite a los progenitores hacer que la mención al sexo legal del bebé permanezca en blanco durante un año.
Además, introduce una serie de medidas con el objetivo de atajar la discriminación hacia personas del colectivo en las escuelas. Entre ellas, establece que los menores trans deberán ser tratados «conforme a su identidad» en el ámbito educativo, y provee medidas contra el acoso de este tipo.
El texto define otros aspectos como la innecesariedad del matrimonio legal para parejas de mujeres que desean filiar a sus hijos e hijas, ciertos protocolos a los que se pueden acoger personas trans e intersexuales en el ámbito de la salud, la obligación de impulsar planes de igualdad para empresas con una plantilla superior a los 50 trabajadores o el fomento de encuestas y estudios en relación con la población LGBT.

## Reacciones

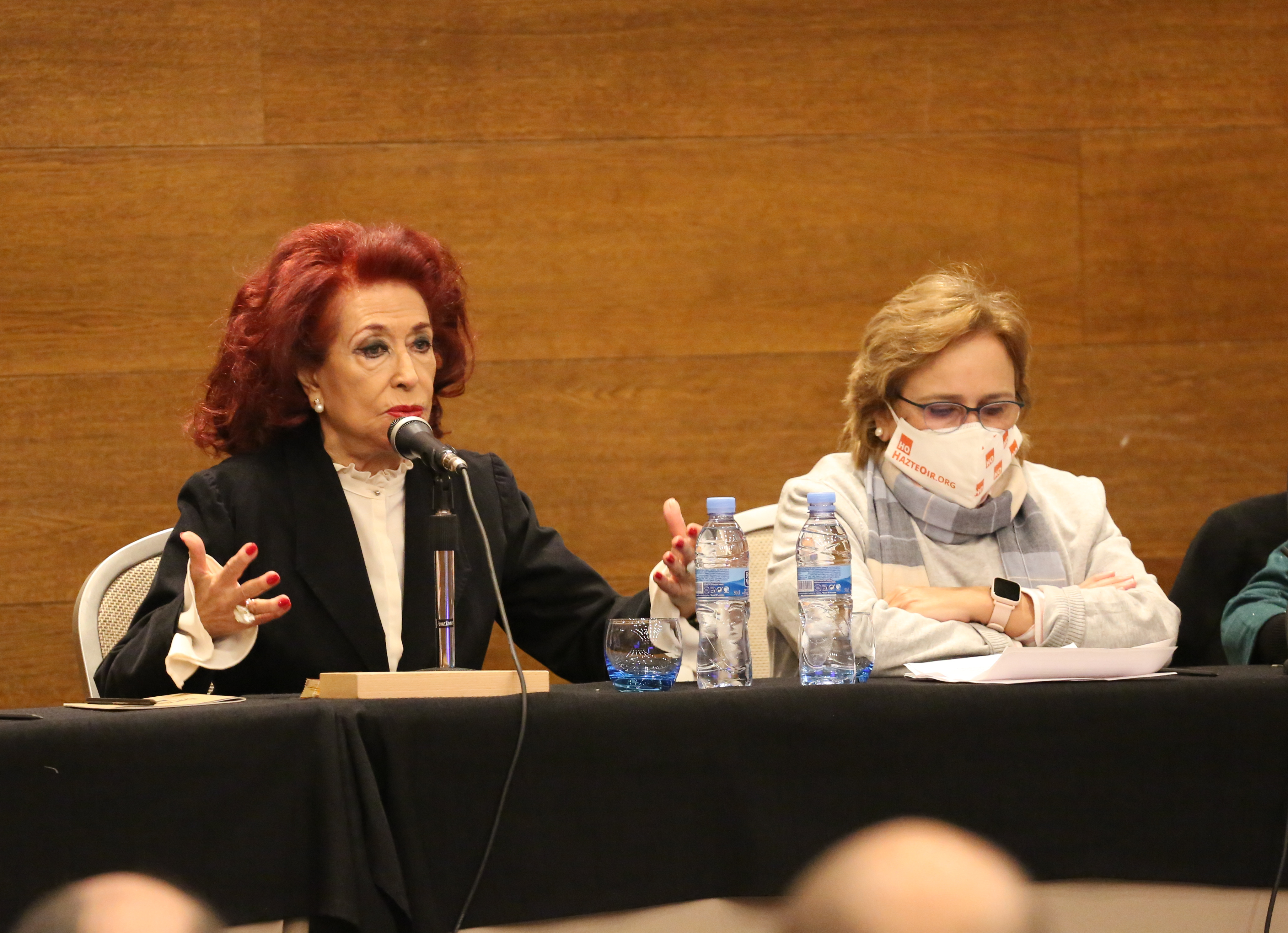
Representantes del Partido Feminista de España y de Hazte Oír en una mesa de debate en contra de la Ley trans el 22 de marzo de 2021.

A finales de agosto de 2022, entre las reacciones de los partidos de la oposición, el líder del Partido Popular, Alberto Núñez Feijóo que —de ganar las próximas elecciones— derogaría la ley trans, entre otras, y la calificó de «artefacto de propaganda». Esta posición fue reafirmada en diciembre de 2022. Tras su aprobación, el partido declaró que no la recurriría al Tribunal Constitucional, pero prometió, de nuevo, su futura derogación.
Algunas asociaciones feministas, representadas a través de figuras mediáticas como Lucía Etxebarría o Ángeles Álvarez y englobadas dentro del feminismo transexcluyente, se opusieron a la ley. Dentro del PSOE, una de las principales opositoras —también adherida a esta corriente— fue la exvicepresidenta Carmen Calvo, que criticó la forma en la que esta abordaba el tema de la identidad de género. Algunos medios relacionaron su sustitución y salida del gobierno en junio de 2021 con su firme antagonismo a la reforma en los meses anteriores y la división que esto pudo provocar entre los sectores feministas de su partido. Tras su salida del ejecutivo, Calvo continuó criticando el documento. El día 23 de marzo de 2021, el Partido Feminista de España, que el 4 de diciembre de 2019 había emitido un comunicado señalando un desacuerdo rotundo con leyes a favor del colectivo trans, suscribiéndose así a la línea trans-excluyente, organizó una mesa de debate contra la ley trans junto con las organizaciones ultraconservadoras Vox y Hazte Oír, lo cual suscitó críticas por parte de sectores del feminismo trans-incluyente y la ruptura del partido Alternativa Republicana con la formación.
Después de la primera votación en el Congreso que convirtió al proyecto en ley, las asociaciones FELGTBI+; Chrysallis y Fundación Triángulo presentaron un comunicado en conjunto en el que afirmaban que «[la] legislación vuelve a colocar a España entre los países a la cabeza de los derechos LGTBI+», aunque recordaban que algunos derechos del colectivo habían quedado fuera de la norma. La asociación Federación Plataforma Trans, por su parte, a través de su presidenta Mar Cambrollé, declaró en octubre de 2022 mostrarse «optimista», considerando que en la ley «no cabe ningún tipo de postura dubitativa». La no inclusión de medidas específicas para las personas no binarias, motivó comentarios críticos de la presidenta de la FELGTBI+, Uge Sangil, y la asociación No Binaries. Posteriormente, tanto la mala aplicación de la ley como la desinformación e instrumentalización de los fraudes de ley por parte de sus opositores han provocado la respuesta del activismo y de especialistas en derecho LGTBIQA+ como Olympe Abogados. 
Varios medios internacionales se interesaron por la ley.  El índice anual Rainbow Europe de 2023 situó a España en el puesto número 4, un avance desde el puesto 10 del año anterior, por haber introducido «una ley integral que regula el reconocimiento legal del género basado en la autodeterminación, [prohíbe] las mutilaciones genitales en menores intersexuales, las llamadas terapias de reconversión y la discriminación basada en la orientación sexual, la identidad de género y las características sexuales».
Tras la aprobación de la ley nacional, nacieron más leyes LGTBI+ autonómicas como la de Castilla-La Mancha y País Vasco.

## Opinión pública
En 2019 se realizó el Barómetro Especial 493 de la Unión Europea, una encuesta que buscaba sondear las opiniones de los ciudadanos de la Unión Europea en áreas en las que se da discriminación. Una de las preguntas realizadas era la de «¿cree usted que las personas transgénero deberían poder cambiar sus documentos de identidad para reflejar su identidad interior?». En el caso de España, un 83 % de los encuestados respondió positivamente —la cifra más alta de la Unión Europea—, mientras que un 8 % respondió «no».
En julio de 2021 El Periódico publicó un sondeo del Gabinet d'Estudis Socials i Opinió Pública (GESOP) donde el 87,3 % de las personas encuestadas aprobaban el anteproyecto de ley, mientras que el 8,5 % se mostraban disconformes.
En otra encuesta de Sigma para El Mundo publicada en octubre de 2022, durante el proceso de tramitación del texto, el 65,1 % de los encuestados afirmó que consideraba «importante que [la Ley Trans] se apruebe cuanto antes», frente a un 24,2 % que consideraba que no lo era; un 63,3 % apoyaba que «se pueda elegir libremente el género sin tener en cuenta el sexo biológico de las personas», frente a un 26,7 % que se mostraba contrario; y un 53,5 % respondía «no» ante la pregunta sobre si «la autodeterminación de género supone una amenaza para los derechos adquiridos por las mujeres», frente a un 32,7 % que opinaba que sí.
En marzo de 2023, una vez aprobada la ley, se publicaron los resultados de una encuesta telefónica en la que participaron 1002 ciudadanos del país. Según la misma, el 52,3 % se mostró «más bien de acuerdo» con el texto, mientras que un 33,7 % estaba «más bien en desacuerdo». El 14 % de los entrevistados no se pronunció al respecto. En cuanto a grupos de edad, los encuestados en la franja que abarca entre los 18 y los 29 años se mostraban más de acuerdo (68,9 % frente a un 21,1 % en desacuerdo) respecto al resto de grupos, siendo los mayores de 60 los que expresaron menor simpatía (43 % de acuerdo, 39,9 % en desacuerdo). En la distribución por sexo, las mujeres expresaban un apoyo mayor al texto (54,5 % de acuerdo, 30,7 % en desacuerdo) que los hombres (49,9 % de acuerdo, 36,8 % en desacuerdo).